# Cristina D'Avena e i tuoi amici in TV 16
Cristina D'Avena e i tuoi amici in TV 16 è una raccolta della cantante Cristina D'Avena pubblicata nel 2003.

## Tracce
1. Che magnifiche spie! (Alessandra Valeri Manera/Max Longhi, Giorgio Vanni)
2. Draghi e draghetti (A. Valeri Manera/M. Longhi, G. Vanni)
3. Hallo Lupin (A. Valeri Manera/M. Longhi, G. Vanni)
4. Occhi di gatto (A. Valeri Manera/C. Carucci)
5. Doraemon (A. Valeri Manera/M. Longhi, G. Vanni)
6. Rescue Heroes squadra soccorso (A. Valeri Manera/M. Longhi, G. Vanni)
7. Maggie e l'incredibile Birba (A. Valeri Manera/A. Galbiati)
8. Beyblade (A. Valeri Manera/M. Longhi, G. Vanni)
9. Angelina ballerina (A. Valeri Manera/M. Longhi, G. Vanni)
10. Diabolik (A. Valeri Manera/M. Longhi, G. Vanni)
11. SimsalaGrimm (A. Valeri Manera/M. Longhi, G. Vanni)
12. Picchiarello (A. Valeri Manera/M. Longhi, G. Vanni)
13. Lucky Luke cowboy solitario (A. Valeri Manera/M. Longhi, G. Vanni)
14. Hamtaro piccoli criceti, grandi avventure (versione latina) (A. Valeri Manera/M. Longhi, G. Vanni)

## Interpreti e cori
- Cristina D'Avena (n. 1-2-4-5-7-9-11-12-14)
- Giorgio Vanni (n. 3-6-8-10-13)